# 国家之耻
国家之耻（英語：National Embarrassment）是马来西亚上诉庭在2021年12月8日驳回前任马来西亚首相纳吉·阿都拉萨有关SRC洗钱案的上诉时，上诉庭法官使用的词汇以形容纳吉的案件所造成的影响。

## 过程
2021年12月8日，上诉庭驳回纳吉·阿都拉萨欲撤销高庭在SRC案7项控状裁决的上诉申请，维持高庭监禁12年及罚款2亿1000万令吉的裁决。
上诉庭法官阿都卡林在宣读判词时表示，纳吉在SRC案中的行为不是为了国家利益（national interest），而是“国家之耻”（national embarrassment）。

## 推特热搜
“国家之耻”登推特热搜关键字，网民更拿以前纳吉的标语“我的老板，害羞啥！”调侃纳吉无需为“国家之耻”感到害羞。